# Festival RTP da Canção 1973
O X Grande Prémio TV da Canção 1973 foi o décimo Festival RTP da Canção, e teve lugar no dia 26 de fevereiro de 1973, no Teatro Maria Matos, em Lisboa. 
Alice Cruz e Artur Agostinho foram os apresentadores do festival que foi ganho por Fernando Tordo com a canção Tourada.

## Festival
O X Grande Prémio TV da Canção Portuguesa decorreu a 26 de fevereiro no Teatro Maria Matos, em Lisboa.
Para este festival a RTP selecionou 10 canções e seis delas tiveram assinatura poética de Ary dos Santos, quatro delas em parceria com Fernando Tordo. Este festival teve apresentação de Alice Cruz e de Artur Agostinho.
Os cantores que deram voz aos temas apurados foram, por ordem de desfile: Tonicha, os Mini-Pop, Fernando Tordo (canções 3 e 9), Luís Duarte, Paco Bandeira, Paulo de Carvalho, Improviso, Duarte Mendes e Simone de Oliveira.
Este certame também ficou marcado pelo regresso de Simone de Oliveira às canções, após ter estado cerca de 3 anos impossibilitada de cantar. Esta cantora foi galardoada com o Prémio de Interpretação pelo seu desempenho em "Apenas o meu povo", uma canção da dupla Ary dos Santos/Fernando Tordo.
O apuramento da canção vencedora foi da responsabilidade do J
júri distrital e de nove elementos que compunham o júri de seleção. Cada júri distrital tinha 20 pontos para distribuir, conforme entendesse, pelas canções a concurso. Cada um dos nove elementos do júri de seleção dispunha de 10 votos.
Depois de uma renhida luta entre as canções "Tourada" e "É por isso que eu vivo", o tema interpretado por Fernando Tordo consagrou-se vencedor com 115 pontos, apenas mais 4 que a canção defendida por Paco Bandeira.
"Tourada" tornou-se muito polémica após a noite do Festival porque este poema era muito mais que uma canção de teor tauromáquico, esta canção bandarilhava o regime de então, na medida em que fazia uma crítica acutilante ao regime político e social vigente. Ainda foi colocada a hipótese de não permitir que "Tourada" fosse à Eurovisão, mas os receios das repercussões negativas que esta atitude teria internacionalmente falou mais alto e assim o poder político deixou Fernando Tordo levar esta nossa "Tourada" ao ESC.
| #   | Artista            | Canção                    | Letra (l) / Música (m)                              | Pontuação | Classificação |
| --- | ------------------ | ------------------------- | --------------------------------------------------- | --------- | ------------- |
| 1º  | Tonicha            | "A rapariga e o poeta"    | José Calvário (m), José Niza (l)                    | 9º        | 5             |
| 2º  | Mini-Pop           | "Menina de luto"          | Carlos Canelhas (m), António de Sousa Freitas (l)   | 7º        | 14            |
| 3º  | Fernando Tordo     | "Tourada"                 | Fernando Tordo (m), José Carlos Ary dos Santos (l)  | 1º        | 115           |
| 4º  | Luís Duarte        | "Minha senhora das dores" | Fernando Tordo (m), José Carlos Ary dos Santos (l)  | 10º       | 3             |
| 5º  | Paco Bandeira      | "É por isso que eu vivo"  | Paco Bandeira (m), José Carlos Ary dos Santos (l)   | 2º        | 111           |
| 6º  | Paulo de Carvalho  | "Semente"                 | Fernando Guerra (m), José Carlos Ary dos Santos (l) | 4º        | 62            |
| 7º  | Improviso          | "Cantiga"                 | João Rafael (m & l)                                 | 6º        | 19            |
| 8º  | Duarte Mendes      | "Gente"                   | José Calvário (m), José Niza (l)                    | 3º        | 91            |
| 9º  | Fernando Tordo     | "Carta de longe"          | Fernando Tordo (m), José Carlos Ary dos Santos (l)  | 5º        | 23            |
| 10º | Simone de Oliveira | "Apenas o meu povo"       | Fernando Tordo (m), José Carlos Ary dos Santos (l)  | 8º        | 7             |

### Resultados
A votação coube a dois júris: ao júri de seleção, composto por 9 personalidades que dispunham, cada uma, de 10 pontos a distribuir pelas canções; e ao habitual júri distrital, sediado nas 18 capitais de distrito de Portugal Continental, que dispunham de 20 pontos para distribuir. O júri distrital foi chamado a votar segundo a ordem alfabética dos respetivos distritos e a sua votação foi intercalada com a votação dos 9 júris de seleção, pela seguinte ordem:
| Júri Distrital & Júri de Seleção | Canções Pontuadas | Canções Pontuadas | Canções Pontuadas | Canções Pontuadas | Canções Pontuadas | Canções Pontuadas | Canções Pontuadas | Canções Pontuadas | Canções Pontuadas | Canções Pontuadas |
| -------------------------------- | ----------------- | ----------------- | ----------------- | ----------------- | ----------------- | ----------------- | ----------------- | ----------------- | ----------------- | ----------------- |
| Júri Distrital & Júri de Seleção | 1                 | 2                 | 3                 | 4                 | 5                 | 6                 | 7                 | 8                 | 9                 | 10                |
| Distrito de Aveiro               |                   |                   | 7                 |                   | 5                 | 1                 | 3                 | 3                 |                   | 1                 |
| Distrito de Beja                 | 1                 | 3                 | 6                 |                   | 4                 | 1                 | 3                 | 2                 |                   |                   |
| Tenente-Coronel Baptista Rosa    |                   |                   |                   | 2                 |                   | 2                 |                   | 4                 | 2                 |                   |
| Distrito de Braga                |                   |                   | 9                 |                   | 7                 |                   | 1                 | 3                 |                   |                   |
| Distrito de Bragança             |                   |                   | 9                 |                   | 5                 |                   |                   | 6                 |                   |                   |
| Manuel Ivo Cruz                  |                   |                   |                   |                   |                   | 4                 |                   |                   | 6                 |                   |
| Distrito de Castelo Branco       |                   |                   | 5                 |                   | 4                 | 1                 | 1                 | 9                 |                   |                   |
| Distrito de Coimbra              |                   |                   | 3                 |                   | 4                 | 2                 |                   | 11                |                   |                   |
| Peres Rodrigues                  | 1                 |                   |                   |                   | 4                 | 1                 | 1                 |                   | 2                 | 1                 |
| Distrito de Évora                |                   |                   |                   |                   | 15                |                   |                   | 3                 |                   | 2                 |
| Distrito de Faro                 | 1                 | 1                 |                   |                   | 17                |                   |                   |                   |                   | 1                 |
| Melo Pereira                     |                   |                   |                   |                   |                   | 5                 |                   |                   | 5                 |                   |
| Distrito de Guarda               |                   | 1                 |                   |                   | 18                |                   |                   | 1                 |                   |                   |
| Distrito de Leiria               |                   |                   | 15                |                   | 2                 |                   |                   | 3                 |                   |                   |
| Feijó Teixeira                   |                   |                   |                   |                   |                   | 10                |                   |                   |                   |                   |
| Distrito de Lisboa               |                   |                   | 10                |                   |                   |                   |                   | 10                |                   |                   |
| Distrito de Portalegre           |                   |                   | 16                |                   |                   |                   |                   | 1                 | 3                 |                   |
| Luís Andrade                     |                   |                   |                   |                   |                   | 10                |                   |                   |                   |                   |
| Distrito de Porto                |                   |                   | 6                 |                   |                   | 2                 |                   | 5                 | 5                 | 2                 |
| Distrito de Santarém             |                   |                   |                   |                   |                   | 3                 |                   | 17                |                   |                   |
| Francisco d'Orey                 |                   | 2                 |                   |                   | 3                 | 3                 | 2                 |                   |                   |                   |
| Distrito de Setúbal              | 1                 |                   | 12                |                   | 2                 |                   |                   | 5                 |                   |                   |
| Distrito de Viana do Castelo     | 1                 | 3                 | 5                 | 1                 | 6                 | 2                 | 1                 | 1                 |                   |                   |
| António Andrade                  |                   |                   | 5                 |                   | 2                 | 1                 |                   | 2                 |                   |                   |
| Distrito de Vila Real            |                   | 1                 | 4                 |                   | 9                 | 1                 | 2                 | 3                 |                   |                   |
| Distrito de Viseu                |                   | 3                 | 3                 |                   | 4                 | 3                 | 5                 | 2                 |                   |                   |
| Henrique Mendes                  |                   |                   |                   |                   |                   | 10                |                   |                   |                   |                   |
| Total                            | 5                 | 14                | 115               | 3                 | 111               | 62                | 19                | 91                | 23                | 7                 |
| Lugar                            | 9º                | 7º                | 1º                | 10º               | 2º                | 4º                | 6º                | 3º                | 5º                | 8º                |
| Júri Distrital & Júri de Seleção | 1                 | 2                 | 3                 | 4                 | 5                 | 6                 | 7                 | 8                 | 9                 | 10                |
| Júri Distrital & Júri de Seleção | Canções Pontuadas |                   |                   |                   |                   |                   |                   |                   |                   |                   |

| Júri Distrital & Júri de Seleção | Canções Pontuadas | Canções Pontuadas | Canções Pontuadas | Canções Pontuadas | Canções Pontuadas | Canções Pontuadas | Canções Pontuadas | Canções Pontuadas | Canções Pontuadas | Canções Pontuadas |
| -------------------------------- | ----------------- | ----------------- | ----------------- | ----------------- | ----------------- | ----------------- | ----------------- | ----------------- | ----------------- | ----------------- |
| Júri Distrital & Júri de Seleção | 1                 | 2                 | 3                 | 4                 | 5                 | 6                 | 7                 | 8                 | 9                 | 10                |
| Distrito de Aveiro               | 0                 | 0                 | 7                 | 0                 | 5                 | 1                 | 3                 | 3                 | 0                 | 1                 |
| Distrito de Beja                 | 1                 | 3                 | 13                | 0                 | 9                 | 2                 | 6                 | 5                 | 0                 | 1                 |
| Tenente-Coronel Baptista Rosa    | 1                 | 3                 | 13                | 2                 | 9                 | 4                 | 6                 | 9                 | 2                 | 1                 |
| Distrito de Braga                | 1                 | 3                 | 22                | 2                 | 16                | 4                 | 7                 | 12                | 2                 | 1                 |
| Distrito de Bragança             | 1                 | 3                 | 31                | 2                 | 21                | 4                 | 7                 | 18                | 2                 | 1                 |
| Manuel Ivo Cruz                  | 1                 | 3                 | 31                | 2                 | 21                | 8                 | 7                 | 18                | 8                 | 1                 |
| Distrito de Castelo Branco       | 1                 | 3                 | 36                | 2                 | 25                | 9                 | 8                 | 27                | 8                 | 1                 |
| Distrito de Coimbra              | 1                 | 3                 | 39                | 2                 | 29                | 11                | 8                 | 38                | 8                 | 1                 |
| Peres Rodrigues                  | 2                 | 3                 | 39                | 2                 | 33                | 12                | 9                 | 38                | 10                | 2                 |
| Distrito de Évora                | 2                 | 3                 | 39                | 2                 | 48                | 12                | 9                 | 41                | 10                | 4                 |
| Distrito de Faro                 | 3                 | 4                 | 39                | 2                 | 65                | 12                | 9                 | 41                | 10                | 5                 |
| Melo Pereira                     | 3                 | 4                 | 39                | 2                 | 65                | 17                | 9                 | 41                | 15                | 5                 |
| Distrito de Guarda               | 3                 | 5                 | 39                | 2                 | 83                | 17                | 9                 | 42                | 15                | 5                 |
| Distrito de Leiria               | 3                 | 5                 | 54                | 2                 | 85                | 17                | 9                 | 45                | 15                | 5                 |
| Feijó Teixeira                   | 3                 | 5                 | 54                | 2                 | 85                | 27                | 9                 | 45                | 15                | 5                 |
| Distrito de Lisboa               | 3                 | 5                 | 64                | 2                 | 85                | 27                | 9                 | 55                | 15                | 5                 |
| Distrito de Portalegre           | 3                 | 5                 | 80                | 2                 | 85                | 27                | 9                 | 56                | 18                | 5                 |
| Luís Andrade                     | 3                 | 5                 | 80                | 2                 | 85                | 37                | 9                 | 56                | 18                | 5                 |
| Distrito de Porto                | 3                 | 5                 | 86                | 2                 | 85                | 39                | 9                 | 61                | 23                | 7                 |
| Distrito de Santarém             | 3                 | 5                 | 86                | 2                 | 85                | 42                | 9                 | 78                | 23                | 7                 |
| Francisco d'Orey                 | 3                 | 7                 | 86                | 2                 | 88                | 45                | 11                | 78                | 23                | 7                 |
| Distrito de Setúbal              | 4                 | 7                 | 98                | 2                 | 90                | 45                | 11                | 83                | 23                | 7                 |
| Distrito de Viana do Castelo     | 5                 | 10                | 103               | 3                 | 96                | 47                | 12                | 84                | 23                | 7                 |
| António Andrade                  | 5                 | 10                | 108               | 3                 | 98                | 48                | 12                | 86                | 23                | 7                 |
| Distrito de Vila Real            | 5                 | 11                | 112               | 3                 | 107               | 49                | 14                | 89                | 23                | 7                 |
| Distrito de Viseu                | 5                 | 14                | 115               | 3                 | 111               | 52                | 19                | 91                | 23                | 7                 |
| Henrique Mendes                  | 5                 | 14                | 115               | 3                 | 111               | 62                | 19                | 91                | 23                | 7                 |
| Lugar                            | 9º                | 7º                | 1º                | 10º               | 2º                | 4º                | 6º                | 3º                | 5º                | 8º                |
| Júri Distrital & Júri de Seleção | 1                 | 2                 | 3                 | 4                 | 5                 | 6                 | 7                 | 8                 | 9                 | 10                |
| Júri Distrital & Júri de Seleção | Canções Pontuadas |                   |                   |                   |                   |                   |                   |                   |                   |                   |